# Francesco Vizioli
Francesco Vizioli (Colledimezzo, 9 febbraio 1835 – Napoli, 9 luglio 1899) è stato un politico italiano.

## Biografia
Francesco Vizioli nacque a Colledimezzo (CH), all'epoca appartenente al Regno delle Due Sicilie, il 9 febbraio 1835 da Biagio e Camilla De Laurentiis. Si laureò in medicina e chirurgia e, oltre che medico chirurgo, divenne docente universitario di neuropatologia ed elettroterapia all'Università di Napoli. Nel 1892 fu eletto deputato al collegio di Atessa con 1610 voti e fu riconfermato tale nel 1897 con 1232 voti. Morì a Napoli il 9 luglio 1899.
Il comune di Colledimezzo, nel centenario della nascita, gli ha dedicato una lapide a muro nella piazza principale.